# Polyplax meridionalis
Polyplax meridionalis är en insektsart som beskrevs av Johnson 1962. Polyplax meridionalis ingår i släktet Polyplax och familjen ledlöss. Inga underarter finns listade i Catalogue of Life.